# Берковиц, Барух
Барух Войтек Берковиц (чеш. Barouh Vojtec Berkovits; 1926—2012) — медицинский инженер и изобретатель. Изобрёл один из вариантов дефибриллятора и искусственный кардиостимулятор.

## Биография
Родился в Чехословакии. Родители и сестра Берковица погибли в Освенциме. В 1950-е эмигрировал в США. С 1975 и до выхода на пенсию работал в компании Medtronic. В 1982 за вклад в науку получил премию от Сообщества Сердечного Ритма.